# Hammermühle (Waischenfeld)
Hammermühle ist ein Gemeindeteil der Stadt Waischenfeld im Landkreis Bayreuth (Oberfranken, Bayern). Hammermühle liegt in der Gemarkung Waischenfeld.

## Geografie
Die Einöde Hammermühle liegt im zentralen Teil der Fränkischen Schweiz und am oberen Lauf der Wiesent. Die Nachbarorte sind Waischenfeld im Norden, Hannberg im Nordosten, Langenloh im Südosten, Pulvermühle im Süden, Heroldsberg-Tal im Südwesten und Heroldsberg im Westen. Die Einöde ist von dem einen Kilometer entfernten Waischenfeld aus über die Staatsstraße 2191 erreichbar.

## Geschichte
Hammermühle wurde erstmals im Amtlichen Ortsverzeichnis 1952 unter dieser Bezeichnung als Gemeindeteil der Stadt Waischenfeld genannt und zwar mit dem Klammerzusatz „Obere- und Untere“. Zuvor wurden für die Stadt Waischenfeld die beiden Orte Hammermühle (untere) und Hammermühle (obere) getrennt aufgeführt. Vor den infolge der Gebietsreform erfolgten Eingemeindungen hatte die zum Landkreis Ebermannstadt gehörende Stadt Waischenfeld 1961 insgesamt 895 Einwohner, davon elf in Hammermühle, das damals ein Wohngebäude hatte.

## Baudenkmäler
Einziges Baudenkmal ist eine ehemalige Getreide- und Sägemühle aus dem 18. Jahrhundert.